# أبو شكور البلخي
أبو شكور البلخي (توفي في النصف الأول من القرن الرابع الهجري) هو شاعر فارسي.
له ديوان «آفرين نامه» ، نظمه في الفترة ما بين 333 - 336 هـ.